# 나를 찾아줘 (2019년 영화)
"나를 찾아줘"는 김승우가 감독하고, 이영애, 유재명, 박해준, 이원근 등이 출연한 2019년 대한민국의 영화이다. 6년 전 실종된 아들이 발견됐다는 소식을 들은 어머니가 아들을 찾아 낯선 곳으로 향한다는 내용이다. 이영애가 "친절한 금자씨" 이후 14년만에 출연하여 화제가 된 작품으로 2019년 제44회 토론토국제영화제에서 공개된 뒤, 대한민국에서 2019년 11월 27일에 개봉했다.
각본의 원안은 2008년에 쓰여졌으며, 당시의 제목은 '아무도 없다'였다. 영화진흥위원회 시나리오마켓 최우수상 수상작이다. 김승우 감독은 길을 가다가 '아이를 찾습니다'라는 현수막을 보고, 그 현수막을 내건 사람들의 사연을 상상하며 시나리오를 썼다. 다만 실제 제작은 여러 번 불발되었다가 10여 년이 지나서야 이루어졌고, 등장인물의 설정과 결말, 제목이 달라졌다. 김 감독은 좀 더 희망적인 분위기로 변화한 것이라고 설명하였다.
2019년 11월 4일 CGV압구정에서 제작보고회 행사가 열렸다. 이 자리에는 김승우 감독과 배우 이영애, 유재명이 참석했다.

## 줄거리
정연은 6년 전 실종된 아들을 찾기 위해 끊임없이 애쓰고 있다. 그러던 어느 날, 그녀는 아들의 행방에 대한 익명의 제보를 받고 한 어촌 마을로 향하게 된다. 하지만 마을 사람들은 그녀가 찾는 아이와 비슷한 아이를 본 적이 없다고 말하고, 홍경장이라는 경찰관은 그녀의 등장에 경계심을 보인다. 정연은 그들이 무언가를 숨기고 있다는 직감을 느끼고 포기하지 않고 진실을 파헤치기 시작한다.

## 캐스팅
- 이영애 : 서정연 역
- 유재명 : 홍 경장 역
- 박해준 : 명국 역
- 이원근 : 승현 역
- 허동원 : 명득 역
- 백주희 : 인숙 역
- 진유영 : 강 노인 역
- 김종수 : 최 반장 역
- 이항나 : 안경자 역
- 종호 : 넙치 역
- 서현우 : 김 순경 역
- 정형석 : 황 사장 역
- 한철우 : 이 사장 역
- 이시우 : 민수 역
- 김태율 : 지호 역
- 황태광 : 노숙자 역
- 손이현 : 윤수 역
- 정준현 : 진욱 역
- 김국희 : 진욱 모 역
- 김시우 : 김동호 역
- 윤인조 : 동호 고모 역
- 황재열 : 병수 역
- 김정현 : 승현 이모 역
- 홍택근 : 승현 이모부 역
- 최형 : 낚시꾼 1 역
- 심훈기 : 낚시꾼 2 역
- 김미지 : 낚시꾼 3 역
- 최현종 : 낚시꾼 4 역
- 신용훈 : 낚시꾼 5 역
- 김율호 : 낚시꾼 6 역
- 강길우 : 구급대원 역
- 김주희 : 치프 역
- 하윤희 : 응급차지간호사 역
- 박민규 : 인턴 역
- 서예주 : 소간호사 1 역
- 김이경 : 소간호사 2 역
- 류경민 : 피투성이남자 역
- 김혜지 : 보호시설간호사 역
- 정상현 : 초딩 1 역
- 박준형 : 초딩 2 역
- 이문희 : 뉴스아나운서 역
- 박지윤 : 라디오아나운서 역
- 박경혜 : 신입간호사 역 (우정출연)
- 유지연 : 경진 역 (우정출연)
- 정준원 : 준범 역 (우정출연)

## 같이 보기
- 2019년 대한민국의 영화 목록
- 전라도 섬노예